# Piz Pazzola
Piz Pazzola är en bergstopp i Schweiz.   Den ligger i regionen Surselva och kantonen Graubünden, i den sydöstra delen av landet, 110 km öster om huvudstaden Bern. Toppen på Piz Pazzola är 2 581 meter över havet, eller 36 meter över den omgivande terrängen. Bredden vid basen är 0,16 km.
Terrängen runt Piz Pazzola är huvudsakligen bergig, men åt sydväst är den kuperad. Närmaste större samhälle är Silenen, 19,3 km nordväst om Piz Pazzola. 
Trakten runt Piz Pazzola består i huvudsak av gräsmarker. Runt Piz Pazzola är det mycket glesbefolkat, med 4 invånare per kvadratkilometer.